# Sionkerk (Goes)
De Sionkerk is een kerkgebouw van de Gereformeerde Gemeenten aan de Louise de Colignylaan in Goes, in de Nederlandse provincie Zeeland. De kerk is gebouwd in 1979 naar een ontwerp van architectenbureau Valk uit Soest. De bakstenen zaalkerk heeft 2.250 zitplaatsen (waarvan 1.900 in de grote kerkzaal) en is daarmee een van de grootste kerken van Nederland.

## Geschiedenis
In verband met het steeds groter wordende tekort aan plaatsen in de Bethelkerk (vorige kerk van de gemeente) besloot op 5 juni 1973 de gemeente grond aan te kopen aan de Louise de Colignylaan. Op 6 mei 1977 werd de eerste paal geslagen voor een nieuwe kerk. Op 23 mei 1979 werd de Sionkerk in gebruik genomen. De klok werden geleverd door de klokkengieterij Eysbouts uit Asten. De aannemer was de firma Jacobsen uit Meliskerke.
Een actiegroep heeft in 2003 de elektrische bedrading van de klok doorgeknipt. In een achtergelaten brief liet de actiegroep weten zich te verzetten tegen de zondagsrust. Er zou in Goes niets meer te beleven zijn. Aan de klepel van de klok was een rubberen kip gebonden. Ook is een spandoek opgehangen.

## Kerkdiensten

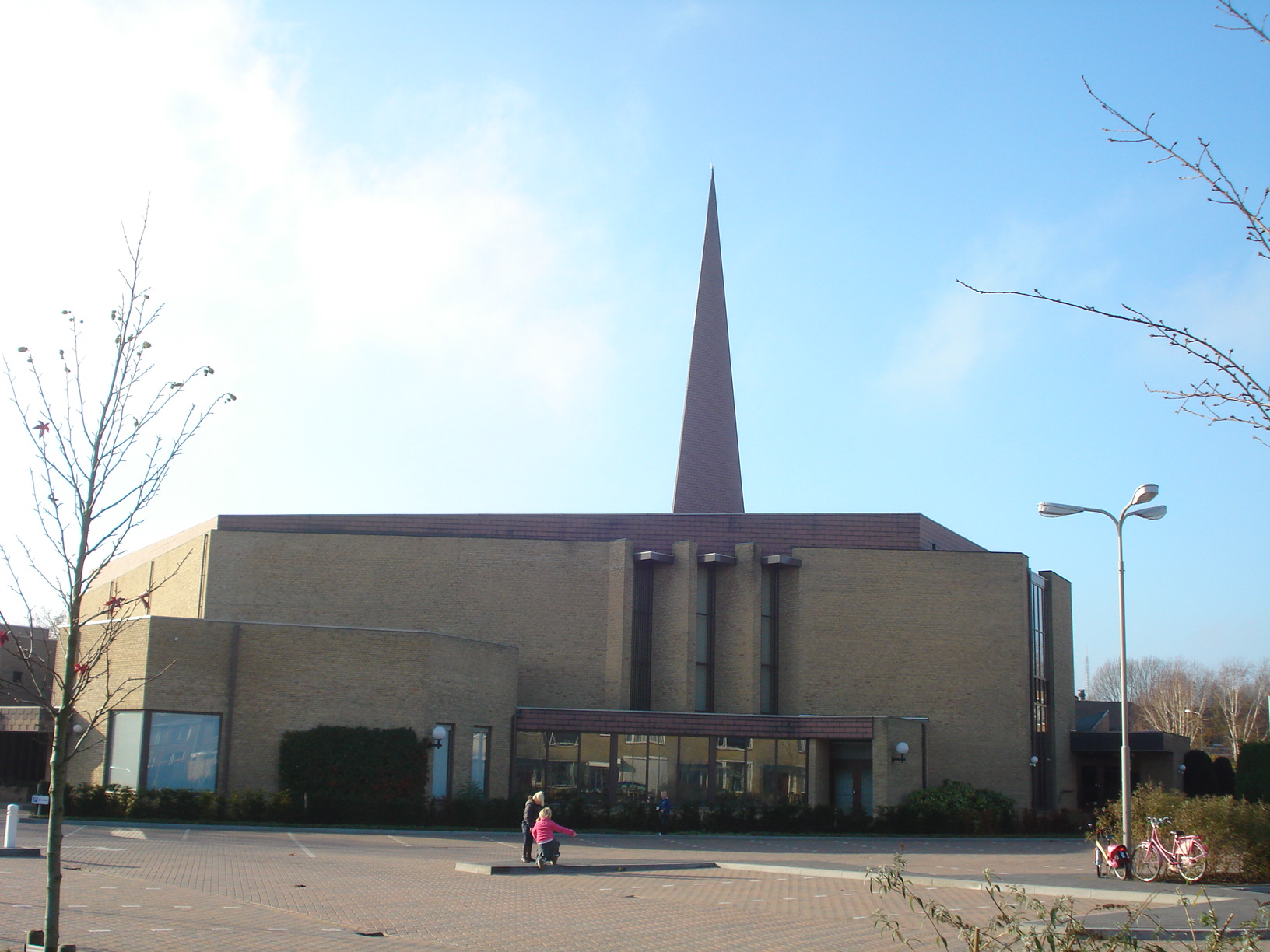
De Sionkerk aan de achterzijde

De diensten staan in de bevindelijk Gereformeerde traditie, waarbij de verkondiging van het Woord centraal staat. De gemeente zingt de psalmen in de berijming uit 1773. Elke zondag worden er drie diensten gehouden in de kerk. Meestal beginnen deze diensten om 9.30u, 14.00u en 18.00u. 
Van 1967 tot 1995 werd de gemeente gediend door ds. N.W. Schreuder. Deze predikant kwam in 1994 in opspraak vanwege de rusthuizenaffaire. De predikant werd in mei van dat jaar geschorst door de kerkenraad van de gemeente. Op 11 december 1994 wordt de schorsing opgeheven, nadat de predikant schuldbelijdenis aflegt voor de gemeente. De gemeente werd bediend door de volgende predikanten:
- Ds. D.B. van Smalen (1871-1875)
- Ds. D. Wijting (1876-1888)
- Ds. C. Groeneweg (1888-1892)
- Ds. P.H. Makenschijn (1892-1901)
- Ds. H. Roelofsen (1905-1909)
- Ds. J. Fraanje (1916-1918)
- Ds. A.F. Honkoop (1953-1967)
- Ds. N.W. Schreuder (1967-1995)
- Ds. G.J.N. Moens (1996-2005)
- Ds. C.J. Meeuse (2006-2017)
- Ds.G.P. van Nieuw Amerongen (2019-2023)

## Het orgel
Voor de kerk werd door D.A. Flentrop uit Zaandam een nieuw orgel gebouwd. Als uitgangspunt werd de zogenaamde Hollandse School genomen. Dit is terug te zien in zowel het uiterlijk als de dispositie van het instrument. Het orgel bezit 40 stemmen, verdeeld over 3 klavieren en een pedaal. Qua grootte is dit het 28e orgel van Nederland. Op 29 juni 1979 werd het orgel officieel in gebruik genomen.
In de consistorie staat een klein uniek kabinetorgel uit 1850. De Gereformeerde Gemeente te Goes heeft het orgel aangekocht van orgelbouwer A. Nijsse & Zoon te Oud-Sabbinge. Na een restauratie is het fraaie instrument op 26 februari 1982 in gebruik genomen. 